# Legio I Pontica
Die Legio I Pontica war eine Legion der römischen Armee. Das Legionssymbol ist unbekannt.
Die Legion wurde von Diokletian (284–305) zu Beginn seiner Herrschaft aufgestellt. Im Jahr 288 war sie unter ihrem praefectus legionis Aurelius Victor in Kolybrassos stationiert, um die Region gemeinsam mit den isaurischen Legionen zu befrieden. Im Jahr 297 wurde die Legion in der neugeschaffenen Provinz Pontus Polemoniacus in Trabzon stationiert, wo sie wahrscheinlich eine Vexillation der Legio XV Apollinaris ablöste. Hier lag ihre Aufgabe darin, die Küstengebiete vor Plünderungen durch seeräuberische Goten und Borani zu schützen.
Im frühen 5. Jahrhundert war der praefectus legionis primae Ponticae unter dem Oberbefehl des Dux Armeniae in Trapezunta stationiert.